# Habronematoidea
Die Habronematoidea sind eine Überfamilie der Rollschwänze mit etwa 490 Arten.

## Merkmale
Habronematoidea haben die Merkmale der Rollschwänze. Die Mundöffnung ist zweiseitig symmetrisch. Die Pseudolippen bedecken nicht die gesamte Kopfkutikula, so dass die medianen Lippen stets sichtbar bleiben. Die inneren Lippenpapillen sind klein oder fehlen, häufig sind vier äußere Lippenpapillen vorhanden. Die Mundhöhle ist zylindrisch und nur selten verlängert. Ornamentierungen der Kopfkuticula können vorhanden sein.

## Systematik
Hodda (2022) gliedert die Überfamilie in vier Familien und acht Unterfamilien:
- Cystidicolidae Skrjabin, 1946 (Skrjabin, Shikhobalova & Sobolev, 1949)
  - Cystidicolinae Skrjabin, 1946
- Hedruridae Petter, 1971
  - Hedrurinae Petter, 1971
- Habronematidae Chitwood & Wehr, 1932 (Ivashkin, 1961)
  - Habronematinae Chitwood & Wehr, 1932
  - Histiocephalinae Gendre, 1922
  - Parabronematinae Skrjabin, 1941
- Tetrameridae Travassos, 1914
  - Crassicaudinae Yorke & Maplestone, 1926
  - Geopetitiinae Chabaud, 1951
  - Tetramerinae Travassos, 1914